# 乌尔里科·吉拉尔迪
乌尔里科·吉拉尔迪（義大利語：Ulrico Girardi，1930年7月3日—1986年12月18日），意大利前男子雪车运动员。他曾代表意大利参加1956年冬季奥林匹克运动会雪车比赛，获得男子四人银牌。